# Hollidaysburg
Hollidaysburg is een plaats (borough) in de Amerikaanse staat Pennsylvania, en valt bestuurlijk gezien onder Blair County.

## Demografie
Bij de volkstelling in 2000 werd het aantal inwoners vastgesteld op 5368. In 2006 is het aantal inwoners door het United States Census Bureau geschat op 5538, een stijging van 170 (3,2%).

## Geografie
Volgens het United States Census Bureau beslaat de plaats een oppervlakte van 6,1 km², geheel bestaande uit land. Hollidaysburg ligt op ongeveer 393 m boven zeeniveau.

## Geboren
- Hedda Hopper (1890-1966), actrice